# 3 Leonis
3 Leonis är en orange jätte i stjärnbilden Lejonet.
3 Leonis har visuell magnitud +5,71 och är svagt synlig för blotta ögat vid normal seeing. Den befinner sig på ett avstånd av ungefär 405 ljusår.